# Templo de Honor y Virtud
El templo de Honor y Virtud (en latín Aedes Honor et Virtutis) fue un templo romano, del que no se conservan restos actualmente, dedicado a la Virtud y al Honor. Se cita primero en los catálogos regionales del Regio I, y estaba ubicado al lado de la Porta Capena, probablemente en el lado norte de la Vía Apia. En frente del templo se encontraba una estatua dedicada a la Fortuna.

## Historia
El templo fue dedicado inicialmente a Honos, deidad mitológica romana identificado como el dios del Honor, el 17 de julio del año 234 a. C. por Quinto Fabio Máximo después de su victoria sobre los ligures. Después de la batalla de Clastidio en el 222 a. C., Marco Claudio Marcelo prometió dedicar también el templo a la Virtud (como deidad femenina llamada Virtus), un voto que renovó después de capturar Siracusa. En el 208 a. C., él mismo trató de cumplir su juramento volviendo a dedicar el templo existente ya dedicado al Honor, pero el colegio de pontífices lo prohibió, ya que una célula no podría dedicarse a dos dioses, si un prodigio ocurría en el acto, no sería posible identificar a qué deidad se debían realizar los sacrificios en su agradecimiento. Debido a esto, Marcelo reformó el templo de Honor y construyó una nueva celda en el otro lado en honor a la Virtud, convirtiendo el templo existente en un templo doble.
Este nuevo templo doble fue dedicado por el hijo de Marcelo en el 205 a. C. Albergaba varios tesoros artísticos saqueados de Siracusa por Marcelo, aunque la mayoría ya habían desaparecido en la época de Tito Livio. El templo también albergaba el Aedicula Camenarum, el antiguo santuario de bronce que se cree que data de la época de Numa Pompilio, sucesor de Rómulo como rey de Roma, y que más tarde fue llevado al templo de Hércules y las Musas. El templo fue luego remodelado por Vespasiano y decorado por los artistas Cornelio Pino y Prio Prisco. Fue mencionado por última vez en catálogos regionales del siglo IV.